# تمرد مداني كاسل هيل
كان تمرد كاسل هيل (بالإنجليزية: Castle Hill rebellion)‏ عام 1804 تمرداً من قبل المدانين والمساجين ضد السلطة الاستعمارية للمستعمرة البريطانية في نيو ساوث ويلز في منطقة كاسل هيل في سيدني بأستراليا. بلغ التمرد ذروته في معركة حصلت بين المسجونين والقوات الاستعمارية الأسترالية في 5 مارس 1804 في روس هيل، وأطلق عليها اسم المعركة الثانية لفينغار هيل بعد معركة فينغار هيل الأولى التي وقعت في عام 1798 في أيرلندا. كانت هذه الانتفاضة الأولى والوحيدة للمسجونين في التاريخ الأسترالي وقُمعت تحت الحكم العسكري.
في 4 مارس عام 1804، ووفقاً للحسابات الرسمية هرب 233 سجيناً بقيادة فيليب كنغهام (هو من قدامى المحاربين في التمرد الأيرلندي عام 1798، وتمرد على سفينة النقل آن) من مزرعة السجن بنية «الاستيلاء على السفن للإبحار إلى أيرلندا». رداً على ذلك، أُعلن عن قوانين عسكرية بسرعة في مستعمرة نيو ساوث ويلز. معظم المتمردين الأيرلنديين، الذين جمعوا التعزيزات، طوردوا من قبل القوات الاستعمارية حتى حُصِروا في 5 مارس 1804 على تلة سُميت فينغار هيل. بعد الاستسلام، أُلقي القبض على كنغهام وسُحق التمرد خلال غارة. أُعدم تسعة من الزعماء المتمردين وعُوقب المئات قبل إلغاء الحكم العسكري في النهاية بعد أسبوع من المعركة.

## خلفية

### الانتفاضة
كان العديد من السجناء في منطقة كاسيل هيل متورطين في تمرد 1798 في إيرلندا ونُقِلوا فيما بعد باعتبارهم منفيين دون محاكمة إلى مستعمرة نيو ساوث ويلز في أواخر 1799.
خطط كل من فيليب كنغهام، محارب قديم في ثورة 1798، ووليام جونستون، محكوم أيرلندي آخر في كاسل هيل، لانتفاضة فيها أكثر من 685 محكوم في كاسل هيل حيث عزموا على مقابلة حوالي 1100 سجين في منطقة نهر هاوكيسبوري، والتجمع في كونستيتشن هيل، والتظاهر في باراماتا ثم سيدني (بورت جاكسون) نفسها. وفقاً لهيلين ماكاي، كان هدفهم إقامة حكم أيرلندي في المستعمرة والحصول على سفن لأولئك الذين أرادوا العودة إلى أيرلندا للمساعدة في إحياء التمرد الإيرلندي الفاشل عام 1803.
في مساء يوم 4 مارس 1804، أشعل جون كافينا النار في كوخه في كاسل هيل في تمام الساعة 8:00 كإشارة لبدء التمرد. على الرغم من عدم رؤية هذه النار من قبل المحكومين في جرين هيلز، تودايس وندسور، على نهر هاوكيسبوري، نفذ كنغهام الخطة لجمع الأسلحة والذخيرة والطعام والمجندين من المؤيدين المحليين والمزرعة الحكومية في كاسل هيل. تحت قيادة كنغهام، اقتحم نحو 200 إلى 300 متمرد مباني المزرعة الحكومية، وأخذوا الأسلحة النارية والذخائر وأسلحة أخرى. تغلبوا على أفراد الشرطة والمراقبين ثم انتقلوا من مزرعة إلى مزرعة في طريقهم إلى كونستيتور هيل في باراماتا، واستولوا على المزيد من الأسلحة والإمدادات بما في ذلك الخمر والمشروبات الروحية، وجندوا آخرين للانضمام إلى قضيتهم. أُبلغ عن تحركاتهم من قِبل المعلومات التي جُمعت قبل عام عندما نُقل 12 سجيناً من كاسل هيل لتمشيط المناطق المحيطة بحثاً عن الأصدقاء والمتعاطفين معهم. عند احتجازهم لكل شخص يدعم القضية ذاتها - كانوا متجهين إلى الصين عن طريق عبور الجبال الزرقاء.

### استجابة الحكومة الأولية
عندما انتشرت أنباء الانتفاضة، كان هناك ذعر كبير في المستعمرة التي قطن فيها قرابة 5000 شخص مع فرار مسؤولين مثل صموئيل مارسدن من المنطقة بالقارب، مع مرافقة إليزابيث مكارثر وأطفالها، ونصحها مخبر لأنه كان سيشن هجوماً على المزرعة لسحب القوات بعيداً عن باراماتا. في سيدني، وفي أعقاب الأخبار الواردة من باراماتا، انطلق الحاكم فيليب جيملي كينغ بمفرده لتولي قيادة باراماتا، في حين دعا المقدم ويليام باترسون، نائب الحاكم، لاستدعاء الحراس. مئة وأربعون رجلاً من إتش إم إس كالكوتا، فضلاً عن ميليشيا رابطة سيدني الموالية، تولوا مهام الحراسة، أُرسلت فرقة نيو ساوث ويلز المؤلفة من 56 فرداً من بينهم الملازم ويليام ديفيز والرقيب توماس لايكوك إلى المسيرة طوال الليل لتعزيز المواقع العسكرية في باراماتا. في هذه الأثناء، أُرسِل المارشال البروفيسور، توماس سميث، إلى الرائد جورج جونستون في أناندال. وصلت القوات من سيدني في الساعة 1:30 صباحاً، وبعد تفتيش سريع، أُرسلت طليعة الجيش إلى غرب المدينة. وصل جونستون إلى مقر الحكومة في باراماتا بعد نحو أربع ساعات، لم يكن ذلك بعد وقت طويل عن إعلان كينغ للقوانين العسكرية بموجب تعاليم مانسفيلد بأمر من القيادة.
امتد بيان كينج عن القوانين العسكرية على منطقة واسعة من كاسل هيل إلى منطقتي هوكيسبوري ونيبيان، ومكّن المواطنين في المنطقة من احتجاز الذين يفتقرون إلى التصاريح المناسبة. وصدر حظر التجول وأعلن عن العفو الذي أعطي للأشخاص المتورطين للاستسلام خلال 24 ساعة. عند وصول جونستون إلى باراماتا، سلم كينغ أوامره كتابياً إلى جونستون ومن ثم لفظياً لكتيبته الصغيرة. كان على جونستون التوجه إلى البوابة الغربية للحديقة المحيطة بمبنى الحكومة، حيث شوهد المتمردون قبل ساعات قليلة. في حال لم يكونوا هناك، أُمر باستغلال ذلك والاتجاه إلى تونغابي وكاسل هيل لتحديد موقعهم ثم انتظار المزيد من الأوامر. فُوِّض أيضاً لإطلاق النار على أي شخص لا يطيع توجيهاته.
بعد وقت قصير من الساعة 5:00 صباحاً، انطلق جونستون لتحديد موقع قوة المتمردين الرئيسية. بالإضافة إلى القوات التي أحضرها معه، استُدعي عدد من المدنيين الذين تطوعوا مع 36 مسلحاً من أعضاء الرابطة الموالية لباراماتا واستولوا على المدينة. التحق أكثر من 50 فرداً من الميليشيا الاحتياطية بالاشتراك مع فرقة نيو ساوث ويلز للتقدم ومواجهة المتمردين. قرر جونستون التقدم في عمودين، أحدهما قاد نفسه نحو تونغابي، والآخر تحت قيادة الملازم الأول، ديفيس، والذي أُرسل على طول طريق كاسل هيل.

### المتمردون يستعدون
في هذه الأثناء، كان المتمردون في كونستيتور هيل (تونغابي) يواجهون صعوبات في تنسيق قواتهم إذ إن العديد من الأحزاب، بما فيها واحد من نحو 70 رجلاً تحت إشراف صامويل هوميس، قد فقدوا طريقهم في الليل. ومع ذلك بدأ كنغهام ووليام جونستون بتدريب جنودهم، في حين حاول الحزب من دون جدوى دخول باراماتا، إذ كانوا سيضرمون النار في مبنى للإشارة للمتآمرين بالتجمع في كونستيتوشون هيل. شارك كنغهام في تمردين سابقين وشارك في تمرد سفينة النقل آن، عرف من تجربته أن العنصر الأكثر أهمية في التمرد أو الانتفاضات هو السرية. على أي حال كان هناك حالتا انشقاق: مشرف أيرلندي مدان اسمه سلون ولويس بولغر. القائد في باراماتا، النقيب إدوارد ابوت، الذي حذر من التمرد الذي حصل، وباشر بالتدابير الدفاعية وأرسل رسالة إلى الحاكم في سيدني.